# Star 8.125
Star 8.125 – polski lekki samochód ciężarowy produkowany w latach 1998–2000 przez Star Trucks Sp. z o.o. w Starachowicach. Następca samochodu Star 742. Powstał ze znaczącym udziałem części z ciężarówek firmy Steyr przejętej przez koncern MAN. Po dwóch latach produkcji model został zastąpiony przez serię Star S2000 w pełni zintegrowaną z modelami produkowanymi przez MAN.